# Dean Smith (atleet)
Finis Dean (Dean) Smith (Breckenridge (Texas), 15 januari 1932 – aldaar, 24 juni 2023) was een Amerikaans atleet.
Smith overleed op 91-jarige leeftijd.

## Biografie
Tijdens de Olympische Zomerspelen 1952 werd Smith vierde op de 100 meter. Op de 4x100 meter werd de Amerikaanse ploeg olympisch kampioen.
Na zijn sportcarrière diende Smith in het leger gedurende 21 maanden en speelde een korte periode bij de Los Angeles Rams. Daar kwam hij in contact met acteur James Garner. Via hem bouwde hij een succesvolle carrière op als stuntman in diverse speelfilms.

## Titels
- Olympisch kampioen 4 x 100 m - 1952

## Persoonlijke records
| Onderdeel | Prestatie | Jaar |
| --------- | --------- | ---- |
| 100 m     | 10,3 s    | 1951 |

## Palmares

### 100m
- 1952: 4e OS - 10,4 s

### 4 x 100 m
- 1952:  OS - 40,1 s

1912: Jacobs, Macintosh, d'Arcy, Applegarth ·
1920: Paddock, Scholz, Murchison, Kirksey ·
1924: Clarke, Hussey, Leconey, Murchison ·
1928: Wykoff, Quinn, Borah, Russell ·
1932: Kiesel, Toppino, Dyer, Wykoff ·
1936: Owens, Metcalfe, Draper, Wykoff ·
1948: Ewell, Wright, Dillard, Patton ·
1952: Smith, Dillard, Remigino, Stanfield ·
1956: Murchison, King, Baker, Morrow ·
1960: Cullmann, Hary, Mahlendorf, Lauer ·
1964: Drayton, Ashworth, Stebbins, Hayes ·
1968: Greene, Pender, Smith, Hines ·
1972: Black, Taylor, Tinker, Hart ·
1976: Glance, Jones, Hampton, Riddick ·
1980: Moeravjov, Sidorov, Prokofjev, Aksinin ·
1984: Graddy, Brown, Smith, Lewis ·
1988: Bryzgin, Krylov, Moeravjov, Savin ·
1992: Marsh, Burrell, Mitchell, Lewis ·
1996: Esmie, Gilbert, Surin, Bailey ·
2000: Drummond, Williams, Lewis, Greene ·
2004: Gardener, Campbell, Devonish, Lewis-Francis ·
2008: Bledman, Burns, Callender, Thompson ·
2012: Carter, Frater, Blake, Bolt ·
2016: Powell, Blake, Ashmeade, Bolt ·
2020: Desalu, Jacobs, Patta, Tortu ·
2024: Brown, Blake, Rodney, De Grasse
- Gemeinsame Normdatei: 1050965213
- World Athletics: 14555417
- International Standard Name Identifier: 0000 0004 1890 6927
- Library of Congress Control Number: no2013101638
- Istituto Centrale per il Catalogo Unico: DDSV326865
- Virtual International Authority File: 305307981
- WorldCat: E39PBJjCTMPdTvBxxrDJmHKGHC